# Corticium candelabrum
Corticium candelabrum är en svampdjursart som beskrevs av Schmidt 1862. Corticium candelabrum ingår i släktet Corticium och familjen Plakinidae. Inga underarter finns listade i Catalogue of Life.